# Recycling voor vier hoorns en piano
Recycling voor vier hoorns en piano is een compositie van Leif Segerstam.
Segerstam lichtte het werk als volgt toe. Het is een uittreksel en dus hergebruik van de orkestpartijen van de hoorns en piano uit zijn "Symfonie nr. 32". Die symfonie had ook al als ondertitel 'Recycling'. De genoemde partijen heeft hij enigszins aangepast om tot een volledig klinkend kwintet te komen. Segerstam omschreef het werkje als zijnde een trol, die aan het surfen is op Jean Sibeliusgolven en besmet is met het Wagnervirus. De muziek van Segerstam laat zich niet vergelijken met die van Sibelius en/of Wagner, behalve dat die beide componisten in hun grote werken graag gebruik maakten van de hoorn. 

## Discografie
- Uitgave van Fifty Fifty Records: Hoornkwartet van het Turku Philharmonisch Orkest